# Association Shams
Association Shams (arabisch جمعية شمس, DMG Ǧamʿiyyat Šams ‚Vereinigung ›Sonne‹‘) ist eine tunesische LGBT-Bürgerrechtsorganisation. Der Verein setzt sich für die Rechte sexueller Minderheiten in Tunesien und gegen Homophobie ein. Die Hauptforderung der Organisation ist die Entkriminalisierung von Homosexualität durch die Abschaffung des Artikels 230.

## Aktivitäten
Der Verein startete als Initiative auf Facebook und ist seit 18. Mai 2015 als erste LGBT-Bürgerrechtsorganisation im tunesischen Vereinsregister registriert. Der Name des Vereins ist eine Anspielung auf Schams-e Tabrizi, der eine Liebesbeziehung mit dem bekannten Dichter Dschalāl ad-Dīn ar-Rūmī gehabt haben soll.
Seit Dezember 2017 unterhält der Verein das Internetradio Shams Rad, um LGBT-Themen in den öffentlichen Diskurs Tunesiens zu bringen. Neben Mitgliedern des Vereinsvorstands kommen auch andere Aktivisten Tunesiens wie etwa die Feministin Amina Tyler zu Wort.

## Kontroverse
Die Aufnahme des Vereins in das Vereinsregister löste eine Kontroverse aus. Eine andere NGO, Association Progression des Jeunes Tunisiens, brachte eine Anzeige ein, da die Vereinsziele der Association Shams dem Strafgesetzbuch widersprechen würden. Der Mufti Tunesiens, Hamda Saïd, sprach sich für die Auflösung des Vereins aus und verurteile Homosexualität als Anomalie. Als sich Medien und Personen des öffentlichen Lebens weiterhin gegen den Verein aussprachen und Shams eine erste Konferenz im Oktober 2015 in Tunis abhielt, kam es zum Eklat und ein Gericht entschied im Dezember 2015 in erster Instanz, den Verein einzustellen. Nach einer einmonatigen Einstellung des Vereins war die Beschwerde, die der Verein einreichte, erfolgreich und seit Februar 2016 ist der Verein wieder aktiv.
Vorstandsmitglieder des Vereins erhielten im Zuge der Vereinsgründung und im Zuge von Auftritten im tunesischen Fernsehen Morddrohungen oder mussten ins Exil außerhalb des Landes fliehen. Innerhalb der ersten Woche der Gründung des Internetradios gingen 4.000 Hassnachrichten und Morddrohungen beim Verein ein.